# Kunstquartier
Der Begriff Kunstquartier bezeichnet im deutschsprachigen Raum seit den 1990er Jahren gegründete, dauerhafte Atelier- und Ausstellungsgemeinschaften von Künstlern in großvolumigen Gebäuden. Oft werden verwaiste historische Fabrikgebäude, Schulen und Verwaltungsgebäude auf Grund ihrer einfachen technischen Ausstattung und der damit verbundenen niedrigen Kosten für Kunstproduktion genutzt. Das Kunstquartier ist eine (post-)industrielle, urbane Sonderform der klassisch-ländlichen Künstlerkolonie.

## Kunstquartiere in Deutschland
- Apolda: Kulturfabrik Apolda[1]
- Berlin: Bethanien, Kunsthaus Tacheles (aufgelöst), Kunstquartier Ackerstraße (aufgelöst)[2], Neues Kunstquartier Berlin im TIB (aufgelöst)
- Chemnitz: Schönherrfabrik
- Frankfurt am Main: Atelierfrankfurt
- Hamburg: Gängeviertel
- Leipzig: Alte Handelsschule, Dietzoldwerke[3], Jachtclub Leutzsch[4], Leipziger Baumwollspinnerei, MONOPOL Leipzig[5], Tapetenwerk, Westwerk Leipzig
- Oranienburg: Oranienwerk[6]

## Österreich
- Kunstquartier Wien, Wien, Österreich[7]
- KunstQuartier Salzburg[8]

## Kunstquartiere in anderen Ländern
- Lacuna, Chicago, USA[9]
- Vallilan Taiteilijatalo, Helsinki, Finnland[10]
- V22'S FIRST EVER WORKSPACE CRÈCHE, London, Vereinigtes Königreich[11]